# (73760) 1994 CT17
(73760) 1994 CT17 – planetoida z pasa głównego asteroid okrążająca Słońce w ciągu 5,04 lat w średniej odległości 2,94 j.a. Odkryta 8 lutego 1994 roku.